# 1 Łużycki Oddział WOP
Łużycki Oddział WOP nr 1 – zlikwidowana jednostka organizacyjna Wojsk Ochrony Pogranicza pełniąca służbę graniczną granicy polsko-czechosłowackiej i  granicy polsko-niemieckiej.

## Formowanie i zmiany organizacyjne
1 Łużycki Oddział WOP JW 1762 (Zarządzenie SzSG Nr 053/Org. 30 marca 1946) został sformowany w 1946 na bazie 1 Oddziału Ochrony Pogranicza, na podstawie rozkazu NDWP nr 0153/org. z 21 września 1946. Oddział posiadał pięć komend, 25 strażnic, stan etatowy wynosił 1900 żołnierzy i 14 pracowników cywilnych. Sztab oddziału stacjonował w Lubaniu. W 1947 rozformowano grupę manewrową oddziału, a w jej miejsce powołano szkołę podoficerską o etacie 34 oficerów i podoficerów oraz 140 elewów. 
Rozformowany 24 kwietnia 1948. Na jego bazie powstała 6 Brygada Ochrony Pogranicza.

## Struktura organizacyjna
W 1946:
- Grupa manewrowa, a od 1947 szkoła podoficerska
- 1 komenda odcinka – Szklarska Poręba
- 2 komenda odcinka – Leśna
- 3 komenda odcinka – Bogatynia
- 4 komenda odcinka – Zgorzelec
- 5 komenda odcinka – Tuplice.

We wrześniu 1946 stan etatowy oddziału przewidywał: 5 komend, 25 strażnic, 1900 wojskowych i 14 pracowników cywilnych. Po reorganizacji w 1947 było to: 5 komend odcinków, 25 strażnic 1864 wojskowych i 13 pracowników cywilnych.

## Sztandar oddziału
Wręczenia sztandaru dokonano 25 maja 1947 w Lubaniu. Sztandar z rąk I zastępcy ministra obrony narodowej gen. dyw. Mariana Spychalskiego przejął ówczesny dowódca 1 Łużyckiego Oddziału Ochrony Pogranicza ppłk Eugeniusz Buchwałow. W drzewce sztandaru wbito 65 gwoździ pamiątkowych.
W okresie przeformowania oddziału na 6 Brygadę Ochrony Pogranicza na płacie i grocie sztandaru dokonano poprawek polegających na zamianie napisów „1 Oddz. Ochrony Pogranicza” na „6 Brygada Ochrony Pogranicza”. Później, mimo kolejnych zmian nazwy i numeru brygady, na sztandarze już nie dokonywano już żadnych poprawek.
Sztandar do Muzeum Wojska Polskiego w Warszawie przekazał mjr Henryk Kowalski 30 października 1963.

## Żołnierze oddziału

### Dowódcy oddziału
- płk Anatolij Gordijewski (był w 10.1946[b]–1947)[10]
- ppłk Eugeniusz Buchwałow (1947–23.04.1948)[10].

### Oficerowie
- Eugeniusz Dostojewski.